# Menlove Ave.
 Menlove Ave. ist ein Kompilationsalbum von John Lennon. Es beinhaltet bisher unveröffentlichte Aufnahmen aus den Jahren 1973 bis 1974 und ist das fünfte postum erschienene Album nach Lennons Tod im Jahr 1980. Einschließlich der acht Solo-Studioalben, der drei Avantgarde-Alben mit seiner Frau Yoko Ono, der beiden Livealben, des Interviewalbums und der Kompilationsalben ist es das insgesamt 17. Album John Lennons. Es wurde am 3. November 1986 in Großbritannien und am 27. Oktober 1986 in den USA veröffentlicht.

## Entstehungsgeschichte

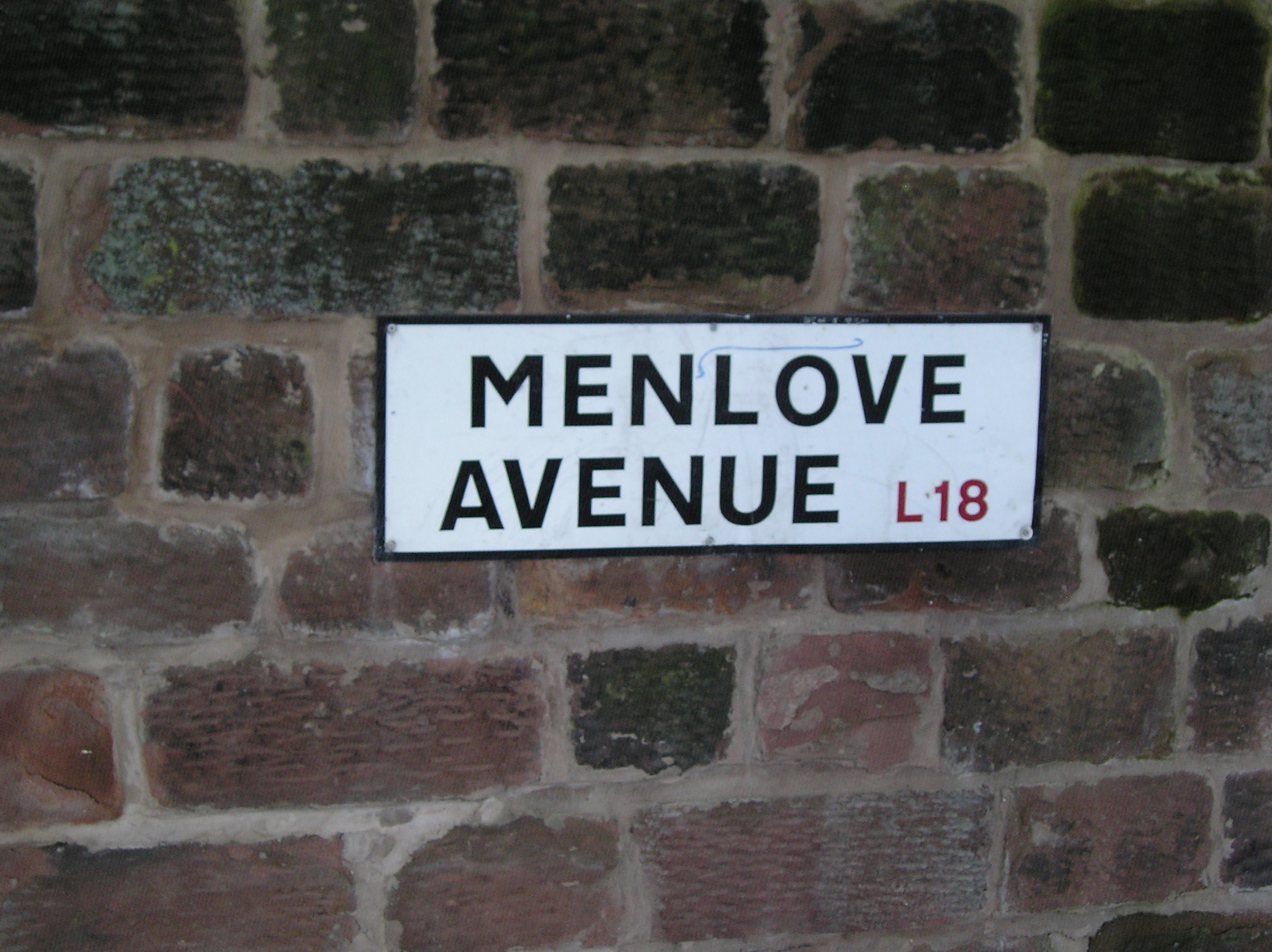
Straßenschild der Menlove Avenue

Im November 1986 veröffentlichte EMI folgende bisher unveröffentlichte Aufnahmen, die hier in chronologischer Reihenfolge aufgeführt werden:
- Rock and Roll People:
Die Aufnahme erfolgte Anfang August 1973 während der Sessions zum Album Mind Games. Dieser Titel wurde von Johnny Winter als Coverversion für sein Album John Dawson Winter III aufgenommen und im November 1974 veröffentlicht.
- Here We Go Again, Angel Baby, Since My Baby Left Me und To Know Her Is to Love Her:
Diese vier Titel stammen aus den Sessions mit dem Produzenten Phil Spector für das Album Rock ’n’ Roll, die im Oktober bis Dezember 1973 in den A&M Studios (Hollywood) und den Record Plant West Studios (Los Angeles) stattfanden. Angel Baby wurde schon auf dem Album John Lennon Sings the Great Rock & Roll Hits – Roots veröffentlicht. Die 1986er Version wurde aber nochmals von Roy Cicala neu abgemischt. Die anderen Titel wurden von Rob Stevens neu abgemischt. Angel Baby, Since My Baby Left Me und To Know Her Is to Love Her wurden 2004 als Bonusstücke auf dem Album Rock ’n’ Roll erneut veröffentlicht. Here We Go Again ist eine Gemeinschaftskomposition von John Lennon und Phil Spector.
- Steel and Glass, Scared, Old Dirt Road, Nobody Loves You (When You’re Down and Out) und Bless You:
Am 13. Juli 1974 fanden Probeaufnahmen in den Record Plant East Studios in New York City für das Album Walls and Bridges statt; von diesen Aufnahmen wurden diese fünf Titel von Yoko Ono ausgewählt. Die Sessions fanden in folgender Besetzung statt: John Lennon (Gesang, Gitarre und Klavier), Jim Keltner (Schlagzeug), Jesse Ed Davis (Gitarre) und Klaus Voormann (Bass). Die Aufnahmen waren, im Gegensatz zu den veröffentlichten Versionen, minimalistisch gehalten, teilweise variierten auch die gesungenen Texte.

## Covergestaltung und Titel des Albums

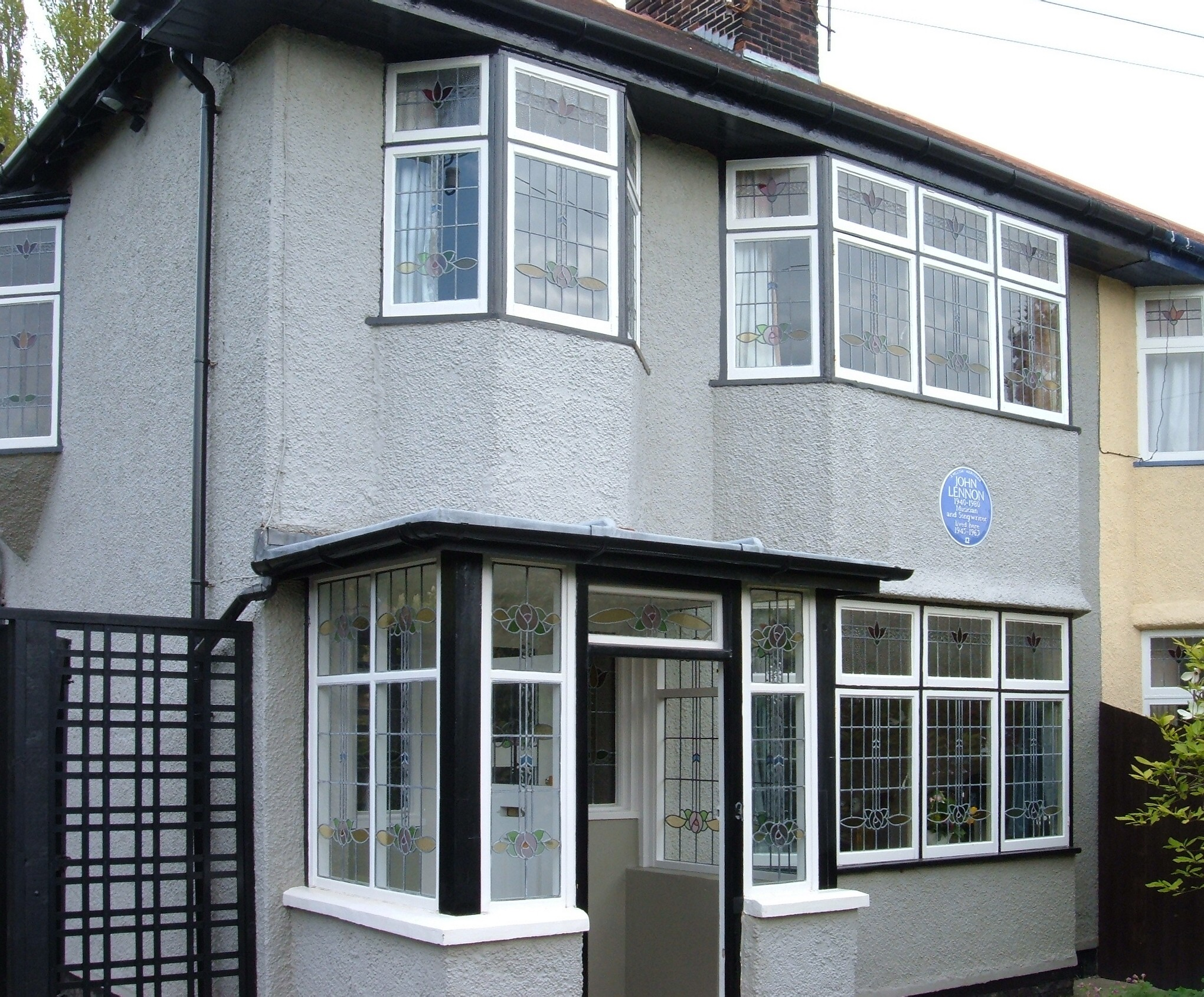
Haus von Lennons Tante Mimi in der 251 Menlove Avenue

Die Covergestaltung erfolgte von Roy Kohara und Mark Shoolery. Das Coverfoto stammt von Andy Warhol, das nur wenige Monate vor Lennons Tod entstanden war.
John Lennon wohnte in seiner Kindheit in Liverpool bei seiner Tante Mimi und seinem Onkel George in der 251 Menlove Avenue.
Yoko Ono erklärte im Begleittext warum sie den Titel aussuchte: „Als Kind wurde John von Tante Mimi und Onkel George in ihrem Haus in der Menlove Avenue in Liverpool aufgezogen. Im Jahr 1956, als John 16 Jahre alt war, wurde Elvis Presley ein weltweites Phänomen. Es veränderte Johns Leben. Johns amerikanische Rockwurzeln, Elvis, Fats Domino und Phil Spector sind in diesen Tracks offensichtlich. Aber was ich in Johns Stimme höre, sind die anderen Wurzeln des Jungen, der in Liverpool aufgewachsen ist und Greensleeves, BBC Radio und Tessie O’Shea gehört hat.“

## Titelliste
- Seite 1

1. Here We Go Again (John Lennon/Phil Spector) – 4:50
2. Rock and Roll People (John Lennon) – 4:21
3. Angel Baby (Rosie Hamlin) – 3:42
4. Since My Baby Left Me (Arthur Crudup) – 3:48
5. To Know Her is to Love Her (Phil Spector) – 4:37

- Seite 2

1.  Steel and Glass (John Lennon) – 4:10
2. Scared (John Lennon) – 4:17
3. Old Dirt Road (John Lennon/Harry Nilsson) – 3:53
4. Nobody Loves You (When You’re Down And Out) (John Lennon) – 4:29
5. Bless You (John Lennon) – 4:05

## Wiederveröffentlichung
Die Erstveröffentlichung im CD-Format erfolgte im April 1987. Der CD liegt ein vierseitiges Begleitheft bei, das Information zum Album enthält. Die CD-Veröffentlichung aus dem Jahr 1987 wurde bisher nicht neu remastert.

## Single-Auskopplung
Es wurde keine Single aus dem Album ausgekoppelt, in den USA wurde aber die 12″-Vinyl-Promotionsingle Rock and Roll People / Rock and Roll People an Radiosender verteilt, die aber nicht als reguläre Kaufsingle erschienen ist.

## Chartplatzierungen
| ChartsChartplatzierungen       | Höchstplatzierung | Wochen |
| ------------------------------ | ----------------- | ------ |
| Vereinigte Staaten (Billboard) | 127 (4 Wo.)       | 4      |